# Овчинин, Алексей Николаевич
Алексе́й Никола́евич Овчи́нин (род. 28 сентября 1971, Рыбинск, Ярославская область) — российский космонавт-испытатель отряда космонавтов Роскосмоса. 120-й космонавт СССР/России и 547-й космонавт мира. Герой Российской Федерации (2017), Военный лётчик 2-го класса, лётчик-космонавт Российской Федерации. Подполковник запаса (2009).
Первый космический полёт совершил в качестве командира экипажа на транспортном пилотируемом корабле (ТПК) «Союз ТМА-20М» в марте-сентябре 2016 года к Международной космической станции. Участник основных космических экспедиций МКС-47/МКС-48. Продолжительность полёта составила 172 суток 03 часа 47 минут 15 секунд.
Во второй полёт стартовал 11 октября 2018 года в качестве командира экипажа ТПК «Союз МС-10». В ходе полёта произошла авария ракеты-носителя «Союз-ФГ», после чего на высоте примерно 90 км сработала система аварийного спасения, спускаемый аппарат с экипажем приземлился на парашюте.
Третий полёт продолжительностью 202 суток 15 часов 44 минуты совершил с 14 марта по 3 октября 2019 года в качестве командира экипажа ТПК «Союз МС-12» и бортинженера по программе космических экспедиций МКС-59/60. Общая суммарная продолжительность пребывания в космосе составила 374 суток 19 часов 50 минут, совершил один выход в открытый космос продолжительностью 6 часов.
11 сентября 2024 года в 19:23:12 мск вместе с членами экипажа 72-й длительной экспедиции на МКС стартовал с 31-й площадки космодрома Байконур на ТПК «Союз МС-26» в качестве командира экипажа. С 7 марта по 18 апреля 2025 командир Международной космической станции.

## Ранние годы, образование
Родился 28 сентября 1971 года в Рыбинске, Ярославской области в рабочей семье. Окончил рыбинскую среднюю школу № 2 и музыкальную школу (по классу фортепиано). С 14 лет занимался в рыбинском аэроклубе, изучал и пилотировал самолёт ЯК-52 .

## Военная служба
В августе 1988 года поступил в Борисоглебское высшее военное авиационное училище лётчиков им. В. П. Чкалова, с сентября 1990 года продолжил обучение в Ейском высшем военно-авиационном училище лётчиков имени В. М. Комарова, по окончании которого получил квалификацию «лётчик-инженер» и воинское звание лейтенант.
С августа 1992 года служил лётчиком-инструктором учебно-авиационного полка Ейского ВВАУЛ в Батайске. В феврале 1998 года был назначен лётчиком-инструктором, а затем командиром авиационного звена учебно-авиационного полка Краснодарского военного авиационного института в Котельниково (Волгоградской области). Летал на самолёте Л-39. С сентября 2003 года проходил службу в качестве командира авиационного звена 70-го Отдельного испытательного тренировочного авиационного полка особого назначения имени В. С. Серёгина Центра подготовки космонавтов имени Ю. А. Гагарина. В 2009 году присвоено звание подполковник.
Общий налёт на самолётах составляет более 1300 часов. Имеет квалификацию «Военного лётчика-инструктора 2-го класса». 27 июля 2012 года уволен из Вооружённых сил в запас в звании подполковник запаса, 11 апреля присвоено звание полковник запаса.
В 2012 году поступил на факультет государственного и муниципального управления Владимирского филиала Российской академии народного хозяйства и государственной службы.

## Подготовка к космическим полётам
Летом 2006 года прошёл медицинское обследование для поступления в отряд космонавтов Центра подготовки космонавтов имени Ю. А. Гагарина 14-й набора. 11 октября 2006 года был зачислен на должность кандидата в космонавты. С февраля 2007 года проходил двухгодичный курс общекосмической подготовки, после завершения которого в июне 2009 года, получил квалификацию «космонавт-испытатель». В ходе космической подготовки участвовал в тренировках на случай посадки спускаемого аппарата на воду в июне 2008 года в Севастополе, в октябре 2009 года принимал участие в тренировках в малом исследовательском модуле на космодроме Байконур.

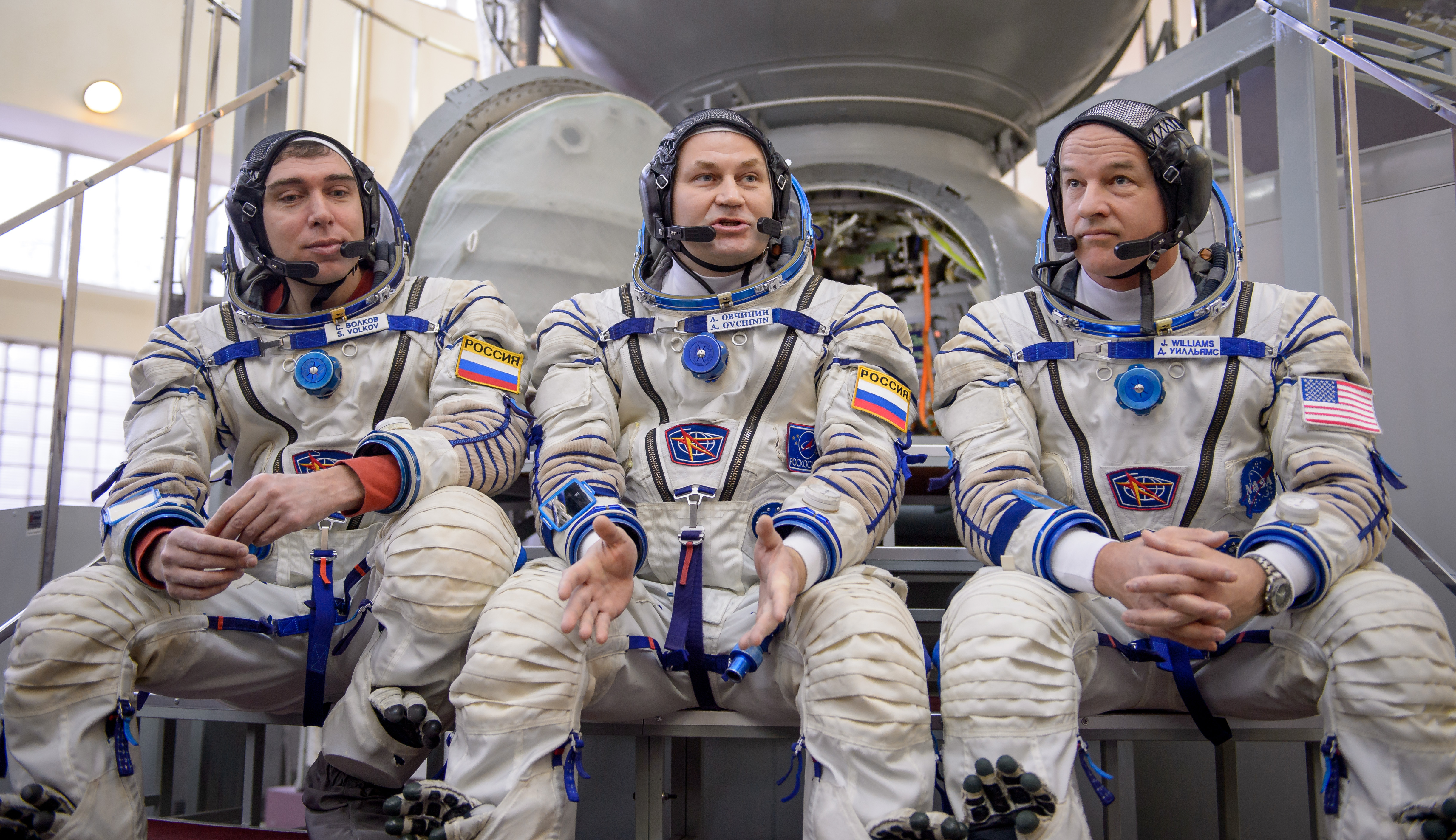
Дублирующий экипаж ТПК «Союз ТМА-16М» на тренировках в ЦПК. Овчинин в центре (4 марта 2015)

В 2012—2015 годах проходил подготовку в качестве командира дублирующего экипажа ТПК «Союз ТМА-16М», старт которого состоялся 27 марта 2015 года.
В сентябре 2013 года принимал участие в международной миссии «Caves» в пещерах на острове Сардиния (Италия), в ходе которой пять астронавтов и космонавтов из различных космических агентств работали в экстремальных условиях под землёй.
С марта 2015 года проходил подготовку в качестве командира основного экипажа ТПК «Союз ТМА-20М» и бортинженера космических экспедиций МКС-47/48.
Осенью 2015 года в ЦПК Алексей Овчинин вместе с космонавтом Олегом Скрипочкой принял участие в дегустации различных блюд, предназначенных для космонавтов на борту МКС. В течение восьми дней космонавты продегустировали 160 блюд. За один приём пищи каждый космонавт пробовал около 20 наименований блюд, оценивая еду по 9-балльной шкале.
С июня 2017 года проходил подготовку в качестве командира дублирующего экипажа корабля «Союз МС-08» и основного экипажа корабля «Союз МС-10». в качестве командира дублирующего экипажа корабля «Союз МС-08» и основного экипажа корабля «Союз МС-10».
С 2022 года проходил подготовку в составе дублирующего экипажа транспортного космического корабля «Союз МС-23», космических экспедиций МКС-68/МКС-69, а также основного экипажа космических экспедиций МКС-69/МКС-70. В связи с аварией 15 декабря 2022 года в системе терморегулирования ТПК «Союз МС-22», запуск ТПК «Союз МС-23» был произведён 24 февраля 2023 года в беспилотном варианте, его основной и дублирующие экипажи были назначены для полёта на ТПК «Союз МС-24». В мае 2023 года на сайте ЦПК имени Ю. А. Гагарина появилась информация, что Алексей Овчинин проходит подготовку в качестве командира основного экипажа корабля «Союз МС-26» и бортинженера космической экспедиции МКС-72.

## Полёты

### Первый полёт

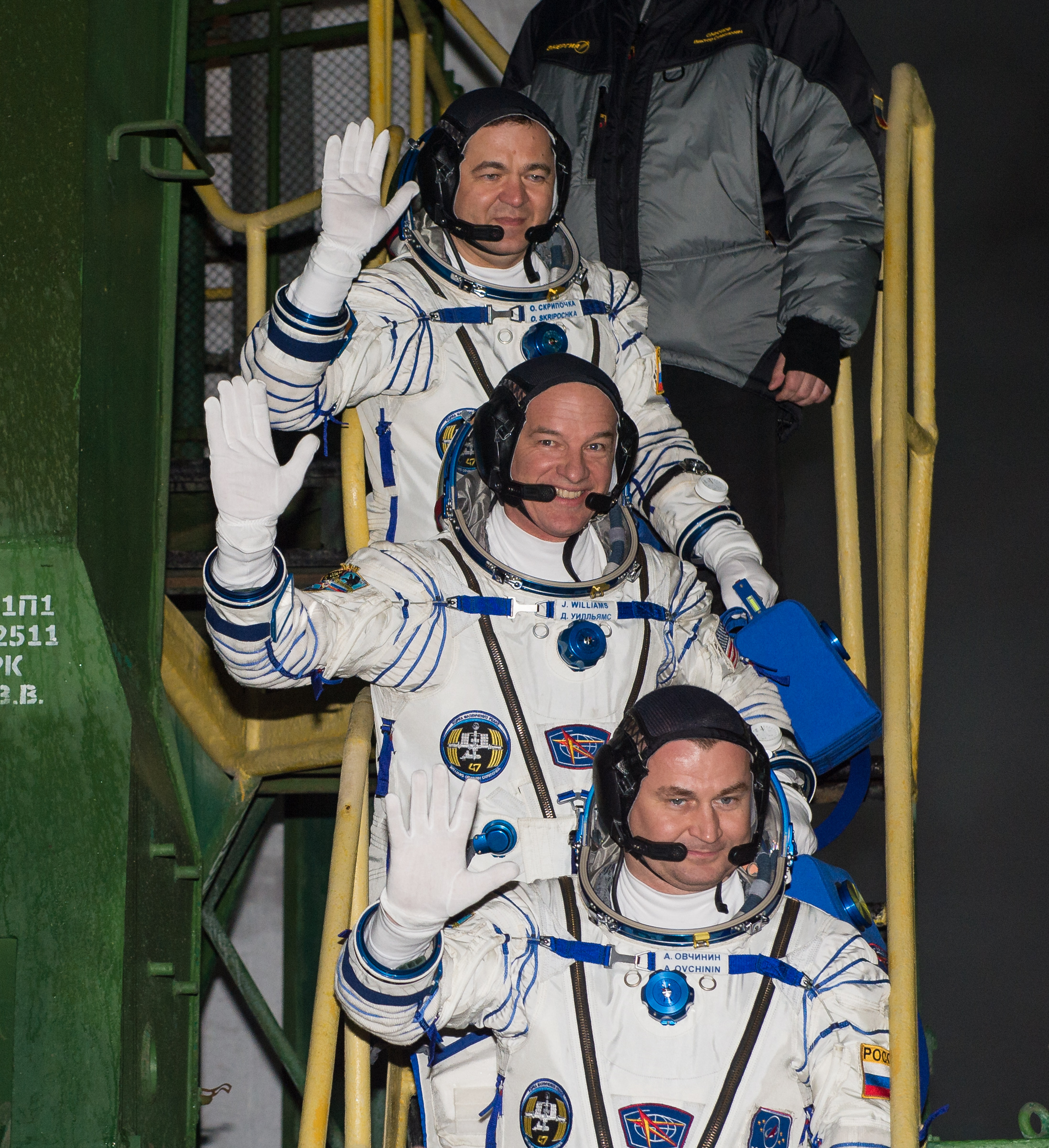
Экипаж ТПК «Союз ТМА-20М» перед стартом (19 марта 2016)

19 марта 2016 года в 0:26 мск Алексей Овчинин стартовал с космодрома Байконур на корабле «Союз ТМА-20М» в качестве командира экипажа вместе с бортинженерами Олегом Скрипочкой и Джеффри Уильямсом, астронавтом НАСА. Данный полёт завершал эксплуатацию космических кораблей «Союз» серии ТМА-М, их сменили пилотируемые корабли серии МС. Корабль в тот же день успешно состыковался с МКС к модулю «Поиск». Овчинин выполнял обязанности бортинженера космических экспедиций МКС-47/48. 7 сентября 2016 года в 04:14 мск спускаемый аппарат ТПК «Союз ТМА-20М» приземлился в 147 км юго-восточнее города Жезказган в Казахстане. Продолжительность полёта составила более 172 суток.

### Второй полёт и авария

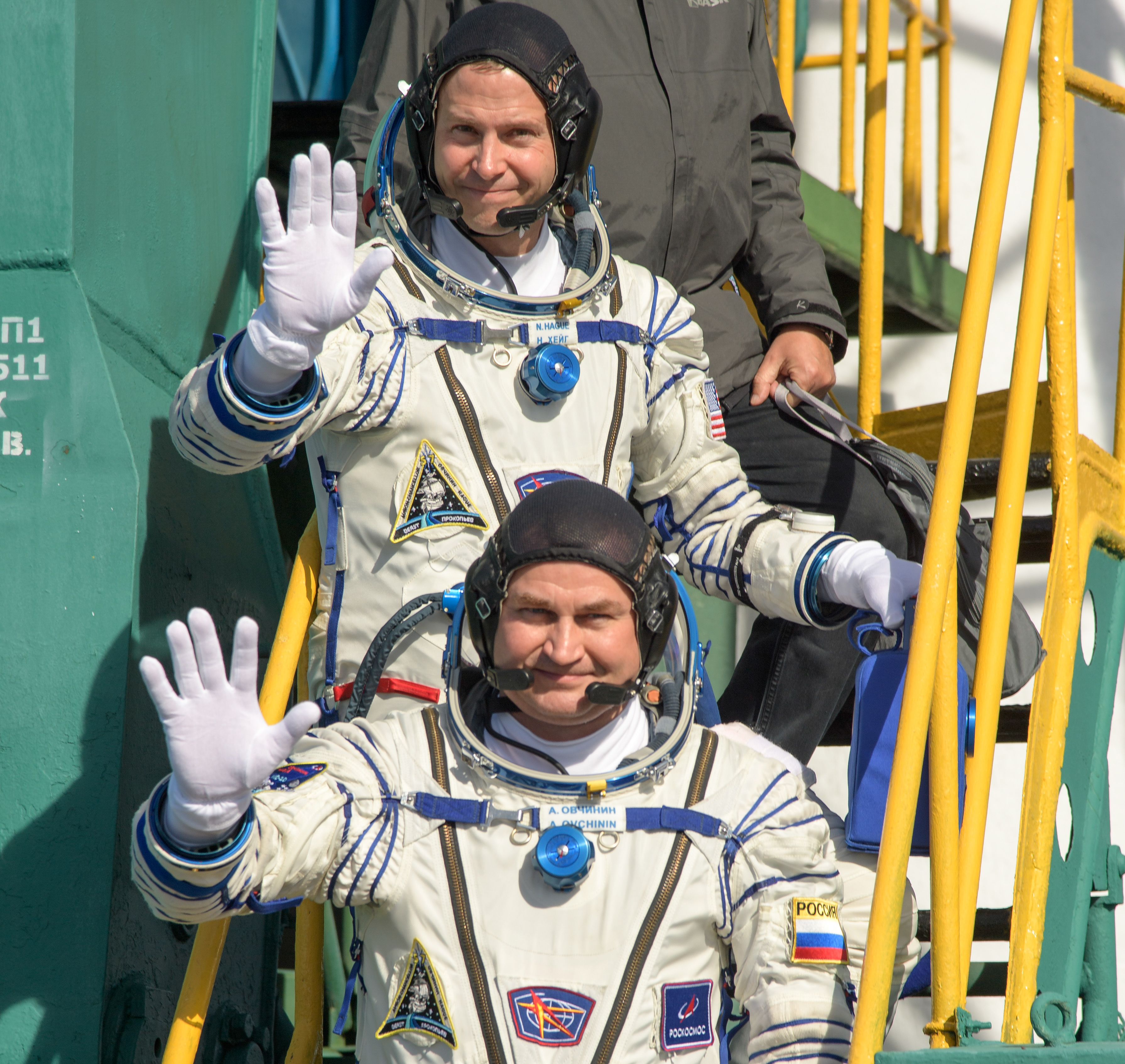
Экипаж ТПК «Союз МС-10» перед стартом (11 октября 2018)

11 октября 2018 года в 11:40:15 (мск) стартовал вместе с астронавтом НАСА Ником Хейгом на ракете-носителе «Союз-ФГ» с космодрома Байконур на МКС в качестве командира экипажа ТПК «Союз МС-10». На 165-й секунде
была зафиксирована авария носителя, после чего на высоте примерно 90 км в штатном режиме сработала система аварийного спасения. Верхняя часть головного обтекателя с бытовым отсеком и спускаемым аппаратом некоторое время находилась в свободном суборбитальном полёте. Командир корабля Алексей Овчинин сообщил по радиосвязи, что они ощущают невесомость. Космический аппарат достиг максимальной высоты 93 км. Затем корабль разделился на отсеки и спускаемый аппарат с экипажем приземлился на парашюте в 25 км от города Жезказган (Казахстан) примерно в 400 км от места старта.
Авария носителя... Две минуты сорок пять секунд. Авария носителя. Быстро мы прилетелиАлексей Овчинин, из записи переговоров с ЦУП
Приземлившись, космонавты вышли на связь. Во время работы системы аварийного спасения космонавты испытали перегрузку в 6 g. С места аварийной посадки они были перевезены в Жезказган, и после прохождения медицинского обследования транспортированы на Байконур. 12 октября 2018 года члены экипажа «Союз МС-10» прибыли в Звёздный городок.
Указом № 70 от 20 января 2020 года за мужество и высокий профессионализм, проявленные при исполнении служебного долга в условиях, сопряжённых с повышенным риском для жизни при возникновении нештатной ситуации на космодроме Байконур, награждён орденом Мужества.

### Третий полёт
14 марта 2019 года в 22:14 (мск) вместе с астронавтами НАСА Тайлером Никлаус (Ник) Хейгом и Кристиной Кук стартовал с «Гагаринского старта» космодрома Байконур на ТПК «Союз МС-12». 15 марта 2019 года в 04:02 мск корабль пристыковался к стыковочному узлу малого исследовательского модуля «Рассвет» российского сегмента МКС, в 06:10 мск экипаж перешёл на борт МКС. На борту международной космической станции Овчинин выполняет обязанности бортинженера долговременной экспедиции МКС-59, а с июня 2019 года принял обязанности командира экспедиции МКС-60.
29 мая А. Н. Овчинин вместе с космонавтом Олегом Кононенко провели работы в открытом космосе продолжительностью 6 часов 01 минута. Космонавты установили поручень для перехода между малым исследовательским модулем «Поиск» и функционально-грузовым блоком «Заря», сняли с модуля «Поиск» аппаратуру эксперимента «Тест» по исследованию влияния факторов космических полетов и живущих на поверхности бактерий на микроразрушение оболочки станции.
23 июня 2019 года Овчинин стал командиром 60-й длительной экспедицией на МКС. За время полёта выполнил около 50 экспериментов по российской научной программе, в том числе работал с антропоморфным роботом Skybot F-850.
3 октября 2019 года в 14:00 мск спускаемый аппарат космического корабля «Союз МС-12» с тремя членами экипажа: космонавтом Алексеем Овчининым, астронавтом Ником Хейгом и участником космического полёта из Объединенных Арабских Эмиратов Хазаа аль-Мансури, совершил посадку в казахстанской степи в 147 км юго-восточнее города Жезказган.

### Четвёртый полёт
11 сентября 2024 года в 19:23:12 по московскому времени вместе с членами экипажа 72-й длительной экспедиции на МКС космонавтом Иваном Вагнером и астронавтом НАСА Доналдом Петтитом стартовал с 31-й площадки космодрома Байконур на ТПК «Союз МС-26». 11 сентября 2024 года в 22:32 мск ТПК «Союз МС-26» в автоматическом режиме пристыковался к малому исследовательскому модулю «Рассвет» российского сегмента МКС. 12 сентября экипаж перешёл на борт МКС.
19 декабря 2024 года Алексей Овчинин и Иван Вагнер выполнили выход в открытый космос для установки и снятия научной аппаратуры на внешней поверхности модулей российского сегмента. Они смонтировали на служебном модуле «Звезда» и подключили рентгеновский спектрометр СПИН-X1-МВН, затем на малом исследовательском модуле «Поиск» демонтировали два устройства экспонирования в интересах эксперимента «Тест» и две панели в рамках эксперимента «Выносливость», сняли научную аппаратуру «Индикатор-МКС» эксперимента «Контроль» и выполнили другие работы. В конце выхода космонавт Алексей Овчинин разместился в переносном рабочем месте на манипуляторе ERA, которым управлял космонавт Роскосмоса Александр Горбунов, и отправил в космос укладку с демонтированным старым оборудование. Укладка со временем сойдёт с орбиты и сгорит в земной атмосфере. Продолжительность выхода составил 7 часов 17 минут 47 секунд.  С 7 марта 2025 командир Международной космической станции.
Статистика
| # | Стартовый корабль | Старт, UTC        | Экспедиция              | Корабль посадки             | Посадка, UTC      | Налёт                                     | Выходы в открытый космос | Время в открытом космосе |
| - | ----------------- | ----------------- | ----------------------- | --------------------------- | ----------------- | ----------------------------------------- | ------------------------ | ------------------------ |
| 1 | Союз ТМА-20М      | 18.03.2016, 21:26 | Союз ТМА-20М, МКС-47/48 | Союз ТМА-20М                | 07.09.2016, 01:13 | 172 суток 03 часа 46 минут                | 0                        | 0                        |
| 2 | Союз МС-10        | 11.10.2018, 08:40 | Союз МС-10, МКС-57/58   | Союз МС-10 (аварийный пуск) | 11.10.2018, 08:59 | 00 суток 00 часов 19 минут                | 0                        | 0                        |
| 3 | Союз МС-12        | 14.03.2019, 17:14 | Союз МС-12, МКС-59/60   | Союз МС-12                  | 03.10.2019, 10:59 | 202 суток 15 часов 44 минуты              | 1                        | 6 часов 01 минута        |
| 4 | Союз МС-26        | 11.09.2024, 16:23 | Союз МС-26, МКС-72      | Союз МС-26                  | 01.04.2025 (план) | 202 суток (план)                          | 1                        | 7 часов 17 минут 47 сек  |
|   |                   |                   |                         |                             |                   | 374 суток 19 часов 50 минут (за 3 полёта) | 2                        | 13 часов 18 минут 47 сек |

## Награды и почётные звания
- высшее звание «Герой Российской Федерации» (10 сентября 2017 года) — за мужество и героизм, проявленные при осуществлении длительного космического полёта на Международной космической станции[42];
- орден «За заслуги перед Отечеством» IV степени (8 августа 2022 года) — за мужество и высокий профессионализм, проявленные при осуществлении длительного космического полёта на Международной космической станции[43]
- орден Мужества (30 января 2020 года) — за мужество и высокий профессионализм, проявленные при исполнении служебного долга в условиях, сопряженных с повышенным риском для жизни при возникновении нештатной ситуации на космодроме Байконур[30];
- медаль Ю. А. Гагарина (ГК «Роскосмос», 2019)[44];
- медаль «За воинскую доблесть» II степени (Минобороны России)[4];
- медали «За отличие в военной службе» I, II, III степени[4];
- медаль «За службу в Военно-воздушных силах»[4];
- знак преподобного Сергия Радонежского (Московская область, 15 января 2021 года) — за особо плодотворную государственную, благотворительную и общественную деятельность на благо Московской области[45];
- почётное звание «Лётчик-космонавт Российской Федерации» (10 сентября 2017 года) — за мужество и героизм, проявленные при осуществлении длительного космического полёта на Международной космической станции[42];
- звание «Почётный гражданин города Рыбинска» (июль 2017 года)[46];
- благодарность губернатора Московской области[4].

## Семья
- Жена — Светлана Олеговна, дочь — Яна (2007 года рождения) и сын Артём (2018 года рождения)[4].